# Francuska Gijana
Francuska Gijana ili Francuska Gvajana, prekomorski je departman i prekomorska regija Francuske Republike. S površinom od 86 504 km², najveći je francuski departman. To je jedini francuski, a ujedno i jedini teritorij Europske unije u Južnoj Americi. Ekvatorska šuma pokriva najveći dio teritorija Francuske Gijane.
Službeno ime Francuske Gijane (u francuskim i europskim krugovima) je Gijana ili Gvajana (fr. Guyane). Pridjev "francuska" se dodaje još iz kolonijalnih vremena, kad su postojale tri Gvajane: Britanska Gvajana (današnja Kooperativna Republika Gvajana), Nizozemska Gvajana (današnji Surinam) i Francuska Gvajana.

## Povijest
Francuzi su se prvi put naselili na ove prostore 1604. Na Francuskoj Gijani nalazila se slavna kažnjenička kolonija Vražji otok (Île du Diable) koja je 1946. zatvorena. Zatvorenici su većinom kasnije deportirani natrag u Francusku, ali jedan dio njih je odlučio i ostati. Slavni zatvorenik na otoku je bio i Leptir "Papillon" po čijem životu je snimljen i istoimeni film iz 1973. sa Steve McQueenom i Dustin Hoffmanom u glavnim ulogama.

## Uprava
Gijana je samostalna administrativna regija i prekomorski departman Francuske (DOM-département d'outre-mer), sa sjedištem u Cayenneu.
Zajedno s Gvadalupom i Martinikom koji se nalaze u malim Antilima Americi čini Francuske departmane Amerike (départements français d'Amérique-DFA). Gijana je jedna od sedam ultraperifernih regija Europske unije.

## Zemljopis
Francuska Gijana se sastoji od tri geografske regije: Obalnog pojasa, gdje živi većina stanovništva, prašume i Tumac-Humac planina koje se nalaze blizu brazilske granice.
Najveći vrh Gijane je Bellevue de l'Inini (851 m), druga važnija brda su: Mont Machalou (782 m), Pic Coudreau (711 m) i Mont St Marcel (635 m), Mont Favard (200 m) i Montare du Mahury (156 m).
Barrage de Petit-Saut je umjetno jezero na sjeveru departmana koje je iskopano radi hidroenergije.
Važniji otoci su Îles du Salut među kojima je Île Royale, Île Saint-Joseph i Île du Diable (Vražji otok).

## Gradovi
- Cayenne: Cités de Cayenne
- Kourou: Cités de Kourou
- Remire-Montjoly: Cités de Remire-Montjoly
- Sinnamary
- Saint-Laurent-du-Maroni
- Matoury: Cités de Matoury
- Mana
- Roura
- Montsinnéry

## Gospodarstvo
Gijana je zavisna o Francuskoj u većini gospodarskih pitanja. Glavne prihodi su od ribarenja, rudarenja (zlato i boksit) i drvne industrije. Značajan dio prihoda (oko 25% BDP-a departmana) dolazi od svemirskog centra u Kourouu (Centre Spatial Guyanais) u kojem je zaposleno oko 1700 ljudi, odakle Europska svemirska agencija lansira svoje misije.
Nezaposlenost je veliki problem (oko 20%-30%).

## Demografija
Stanovništvo Francuske Gijane koje većinom živi na obali je vrlo različite etničke strukture. Kreolci (crnci i mulati) su najveća etnička grupa od oko 30%-50%. 10% čine europljani, većinom Francuzi. Oko 8% čine Brazilci, Surinamci 4% i Gvajanci 2,5%. Glavne Azijske zajednice su Hmong iz Laosa (oko 1.5%) i Kinezi iz Hongkonga (oko 3,2%) Također postoje velike etničke zajednice podrijetlom s raznih karipskih otoka, većinom s Haitija. 
Većina stanovništva je katoličke vjeroispovjedi. Prastanovnici Indijanci još žive izolirano po džunglama, a sastoje se od sljedećih plemena: Arawak (ili Lokono), Emerillon, Galibi, Oyampi (Wayampí), Oyana (Oiana, Wayana), Palikur i posljednji Yao su nestali. Više od 5000 stanovnika Francuske Gijane govori nekim od indijanskih jezika kao materinskim. Najrasprostranjeniji su jezici iz obitelji carib (manje od 3000), arawak (par stotina) i iz obitelji tupi-guarani jezici wayampi (manje od 1200) i emerillon (400).

## Unutarnje poveznice
- Gvajansko gorje
- Gijanska struja

## Vanjske poveznice
- Službena stranica Gijanske prefekture
- Vodič o departmanu
- Vodič kroz Gijanu
- Povijesne osobe podrijetlom s Gijane
- Fotografije s Gijane

|  | Portal Francuske – Pristup člancima s tematikom o Francuskoj. |